# أدنى نهر عطبرة
أدنى نهر عطبرة هي المساحة التي تشمل منطقتي الاتبراوي وسيدون وتقع علي ضفاف نهر عطبرة وهي جزء من سهول منطقة البطانة تحدها من الناحية الشرقية منطقه دامر ياي ولاية كسلا وغربا نهر النيل في منطقه مقرن نهر النيل بنهر عطبرة وجنوبا يحدها مشروع المناصير الجديدة ومن الشمال تحدها محليه هيا وينصف نهر عطبرة المنطقة من بدايتها الي مصبه في منطقة المقرن.
يتكون نهر عطبرة من فرعين هما استيت والذي أقيم به سد ستيت من قبل وزارة الكهرباء والسدود[وصلة مكسورة] ومساحة حوضه 68.800 كلم/ مربع وفرع عطبرة ويبلغ مساحة حوضه 32.400 كلم/ مربع وله رافد ثانوى بإسلام وتجتمع الأفرع عند الشوك.يبدأ النهر فيضانه في يوليو متأثرا بالأمطار الصيفية في الهضبة الإثيوبية ويبلغ ذروته في منتصف أغسطس وتقل المياه في نوفمبر وتبدأ في الانحسار وتنعدم في ديسمبر ويناير ويجف النهر في الفترة من (فبراير - يونيو) ويتحول إلي برك ومستنقعات وتصغر في حجمها كلما إتجهنا اتجاه المصب في النيل الرئيسي عند مدينة عطبرة.

## القري
```
الضفة الغربية
: المقرن - عقيدة الدوم - القيزان - ام القري (أم عجاجة سابقا) - الشعليه- الادريساب - القليعه - الخور- المتره - القبة - أبوعمار - الابار - قنقاري - السليم - البسلي - القليعة -الفكي عيسي - العمراب -الضروسة - قوز الحلق - قرسي -البان جديد -أبوسنون -ام القري- تجمع ابوسنون -العبكة- العقيدة -ام كليلة-الرقيب- الشتيل - مرزوقة- أبو مرخ – العوادى –الصقري- اشول – ايرات – الشبابيت – المدبب – ام قرود – ام نعام – عليج – بعلوك - فصقول – بانقير – بلى – حويل-ام شديدة.
 الضفة الشرقية: البخيتاب - الواور - بلومشرع - الناصحابي - الكريده - الهودي - العبيداب - تيات - الكاملاب - المناصير - الدبورة - الجعولة- الزرق - ام ضبيع - الشونة - النخيلة - ام سيالة - الكرتاييب - القليعة - كنيدرة - سيدون - أم رهو (قرية أولاد العجبين) - ام عشرة - ام كتيتة- الجزيرة - القداد - ابوالخيل -الهيتوف - سلالات - ام روس - دامر ياي.
```

## النشاط السكاني
يعتبر النشاط الزراعي هو الحرفة الرئيسة لسكان هذه المنطقة منذ قديم الزمان وتعتبر منطقه نهر عطبرة هي سلة غذاء ولاية نهر النيل إذ تم استغلال إمكانيات وموارد هذة المنطقة من مياه أمطار ومياه نهر عطبره ويعتبر نظام الري الفيضي في حوض نهر عطبرة هو الري الرئيسى إذ تم في عهد الحكومة الحالية إنشاء دلتا نهر عطبرة وكذلك نظام الري المطري والرى بالساقية المتبع في قديم الزمان ولكنه اندثر الآن وأيضا هناك الري الالي أو بالطلمبات.

## النشاط الاجتماعي
تتمتع منطقة نهر عطبرة بعلاقات اجتماعية متطوره وتعتبر مثالا حى في التكافل الاجتماعي والإيثار في كافة مناحي الحياة من أفراح واتراح واعانة المرضي والضعفاءوذلك من خلال التنشئة البسيطة التي تربي عليها سكان النطقة وهذه العادات تعتبر ارث تاريخي وحضاري منذ امد بعيد تتوارثة الأجيال جيل بعد جيل.

## الكباري والسدود
خزان خشم القربة والذي تم اقامته في العام لتوطين سكان حلفا القديمة بعد قيام السد العالي في جمهورية مصر العربية.- حاليا جاري العمل في سدي نهر عطبرة وستيت من قبل وزارة الكهرباء والسدود في السودان.
- اما بالنسبة للكباري الموجودة علي نهر عطبرة نجد هناك كبري الدامر القديم والذي أنشأه الإنجليز في العام 1898م وبه خط السكة الحديد مع مصب النهر جنوب مدينة عطبرة مباشرة.
- وهناك كبري عطبرة الجديد والذي تم انشاؤه مؤخرا من قبل وحدة تنفيذ السدود مع مدخل منطقة المقرن.

## المنتجات المحلية
تعتمد المنطقة في اقتصادها علي المنتجات الزراعية مثل:
الذرة - القمح - الدخن
البطيخ - الشمام - العجور - الطماطم - البطاطس - الخضروات .

## الغابات
تزخر منطقة نهر عطبرة بغطاء كبير من الغابات الطبيعية والمتنوعة تضم كافة أنواع الأشجار والتي تبدأ بكثافة في المناطق العليا لنهر عطبرة وتقل كلما اتجهنا الي المصب في مدينة عطبرة ومن الأشجار التي توجد في نهر عطبرة:
- الدوم - الطلح - السيال - النخيل - الحراز - السدر - السلم

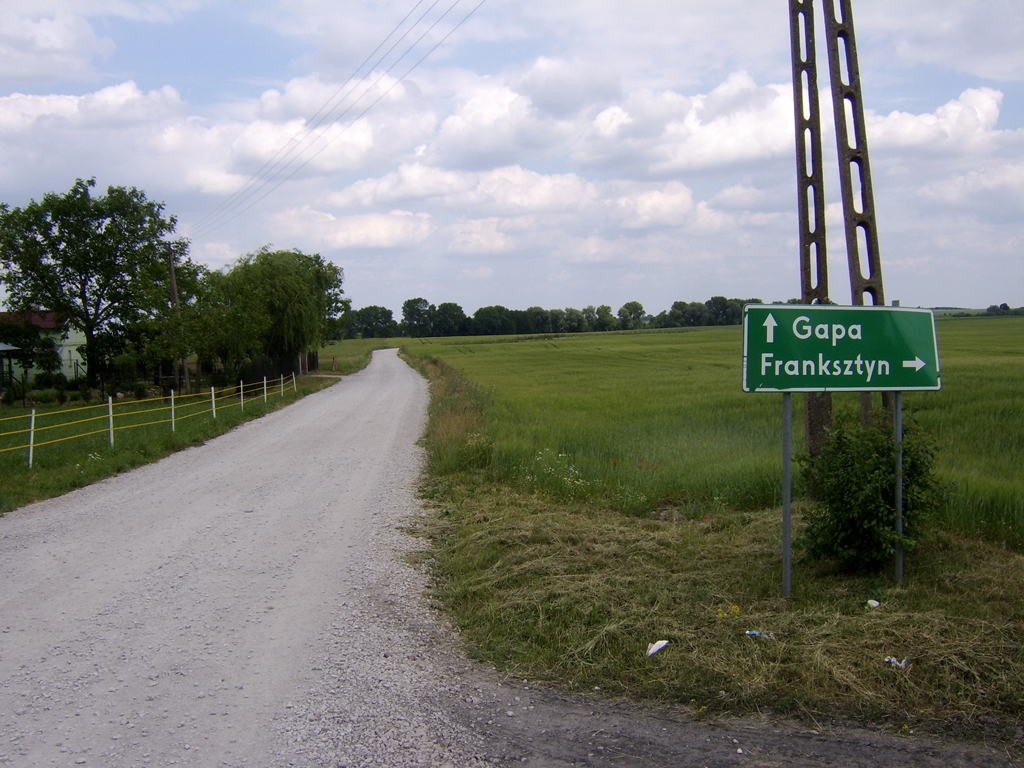
غابات نهر عطبرة

## الثروة الحيوانية
تزخر منطقة نهر عطبرة بثروة حيوانية كبيرة نسبة لأن سكان المنطقة نشاطهم الرئيسي هو الزراعة ونجد ان حيوانات السكان الاصليين في الغالب من الأبقار والماعز والضأن بالإضافة الي القبائل الرعوية التي تقطن في هذة المنطقة والتي تمتلك لكيات كبيرة من الأبل والضأن.

## الصناعات والحرف
يوجد في الحدود الإدارية لمنطقة الاتبراوي رائد صناعة الاسمنت في السودان مصنع اسمنت عطبرة .
كذلك توجد مجموعة من مراكز تصنيع الطوب البلدي (الأحمر) أو مايعرف (الكمائن) في منطقة ام القري والمقرن.
بالإضافة الي الصناعات التحويليه البسيطة من المواد المحلية كصناعة الحبال والبروش والقفاف.

## معركه النخيلة
هذه المعركة كانت في عهد الخليفة عبد الله التعايشي في العام 8 أبريل 1899م عندما بدا الاحتلال الإنجليزي المصري في قرية النخيلة بمنطقة نهر عطبرة بي الجيش الإنجليزي الغازي بقيادة اللورد كتشنر باشا وجيش المهدية بقيادة الأمير محمود وداحمد حيث عسكر الجيش الإنجليزي في منطقة رأس الهودي وجيش المهدية أو الأنصار في منطقه النخيلة التي دارت فيها معركه حاميه الوطيس قدم فيها أبناء السودان خيره أبناءهم شهداء في سبيل الزود عن حمي ارضهم ودولتهم وانتهت المعركة بانتصار الجيش الإنجليزي وانسحاب جيش المهديه الي منطقه شندي وتم بناء نصب تذكري في هذه المنطقة تكريما لشهداء السودان وتقام الاحتفالات لاحياء ذكري هذة المعركة في منطقه النخيله باستمرار وهي من المناسبات التي يحرص فيها أهل الاتبراوي للتجمع.

الأمير محمود وداحمد اسيرا

## نظام الحكم الاهلي
لقد أدى هذا الوضع الإداري والقانوني الي الارستقراطية القبلية لوضعها في مكان متميز في الريف السوداني، مما أدى لوضع يدها على ثروات طائلة بحكم ادارتها للمراعي والغابات والأراضي الزراعية لقبائلها المملوكة بشكل جماعي بواسطة القبيلة (أرض القبيلة أو دارها). ولقد أدى الاستقلال السياسي لزيادة نفوذها؛ فبعد أن كانت تابعة لجهاز الدولة، أصبحت جزءا من الحلف الطبقي الحاكم الذي ضمها والارستقراطية الدينية والرأسمالية التجارية والرعيل الأول من المثقفين (من كبار الموظفين والسياسيين) الذين رهنوا الحركة الوطنية للارستقراطية الدينية بعد مذكرة الخريجين في مطلع الأربعينات من هذا القرن. وبالتالي أصبحت الإدارة المحلية واقعة تحت نفوذها فبدلا من أن يكون رجال الإدارة الأهلية خاضعين للإداريين من مفتشي المراكز (والضباط التنفيذيين بعد إلغاء نظام المفتشين عام 1960)؛ أصبحت الإدارة الأهلية مسيطرة وقادرة بحكم نفوذها كجزء من التحالف الذي يسيطر على دولة ما بعد الاستقلال على التحكم في نقل وتثبيت الإداريين وبسط نفوذها الاقتصادي والسياسي على الريف.
كانت منطقة نهر عطبرة في السابق تتبع لمركز شندي منذ الحكم الإنجليزي تحت مسمى عمودية المقرن وكان عمده المنطقة هو العمدة صالح جيب الله من قريه البسلي ومن بعده العمدة حاج علي صالح جيب الله وقسمت المنطقة الي مشيخات هي الضفة الغربية المقرن والشيخ هو محجوب عبد العزيز أحمد موج -القبة والشيخ هو الحسن الطاهر خيرالله -قنقاري والشيخ هو عبد الله أحمد نعيم الضفة الغربية الواور الشيخ هو علي محمد ال سنقد - الهودي والشيخ هو أحمد جبريل
وفي منطقة الواور جنوب هناك الشيخ محمد إبراهيم محمد قرية بلومشرع
وفي منطقة سيدون نجد هناك رئاسه نظارة قبيلة البشاريين وناظرها هو الناظر حامد كرار - وسيدون والشيخ هو الأمين محمد أحمد
والنظام المتبع هو نظام الحكم الاهلي اوالبلدي إذ تعقد المحكمة في احدي قري الشيوخ أو في قرية العمدة ويمتثل الناس لقرارات المحكمة برضاء تام لما فيها من العدل والشفافية والجودية والتي هي اقرب للصلح من العقاب.

## نظام الحكم الحالي
بعد صدور قانون الحكم المحلي في السودان أصبحت منطقتي الاتبراوي وسيدون تتبعا الي محلية الدامر وتم تقسيم المنطقة الي الوحدة الإدارية الاتبراوي وحدودها من منطقة المقرن الي جرسي غربا ومن البخيتاب الي كنيدرة شرقا والوحدة الإدارية سيدون وحدودها من سيدون الي دامر ياي شرقا ومن العبكة الي حويل غربا.

## وصلات خارجية
- اتفاقية سدي سيتيت ونهر عطبرة
- عن السودان
- موسوعه السودان الرقمية
- CITY OF STEEL AND FIREA Social History of Atbara Sudan's Railway town,1984-1906
- كتاب حرب النهر River War- ونستون تشرشل
- ENIVIRONMENTAL MANAGEMENT IN THE SUDAN LOWER RIVER ATBARA A...REA (NILE PROVINCE) Final Report By Hassan A. Abdel &4ti,( 'Ph.2) INSTITUTE OF ENVIRONMENTAL STUDIES UNIVERSITY OF KHARTOUM SUDAN SEPTEMBER 1985 Prepared for: The United States Agency for International Development Project No. 698-04.